# José Maria Neves
José Maria Neves (portuguès: José Maria Pereira Neves)  (Santa Catarina, 28 de març de 1960) ha estat Primer Ministre del Cap Verd fins al 2016. José Maria Neves estava interessat per la política des de molt jove. Fou líder d'una organització juvenil nacionalista durant la transició de la colonització portuguesa a la independència i la democràcia el 1975. Ha estat Primer Ministre del Cap Verd des de l'1 de febrer del 2001 i és membre del Partit Africà per la Independència de Cap Verd (PAICV).
Va estudiar part de la seva educació universitària a la Getúlio Vargas Foundation del Brasil.
L'octubre de 2021, José Maria Neves, va guanyar les eleccions presidencials a la primera volta del 17 d'octubre, segons els primers resultats publicats en un lloc web oficial. va obtenir el 51,5% dels vots, la majoria absoluta necessària per ser elegit a la primera volta, segons aquests resultats relatius al 97% dels col·legis electorals.

## Carrera política
Des del 1996 al 2000 fou diputat a l'Assemblea Nacional de Cap Verd pel PAICV. En aquest moment, el seu partit estava a l'oposició i com a membre de l'Assemblea va ocupar els càrrecs de segon vicepresident i estigué a la Comissió Especial per a l'Administració Pública, el Govern Local i el Desenvolupament Regional.
Fou elegit president del seu partit el juny del 2000. L'anterior líder, Pedro Pires, va deixar el càrrec per a presentar-se a les eleccions presidencials del 2001, que va guanyar. Com a president del seu partit, el va conduir a guanyar les eleccions legislatives que el van conduir al lloc de Primer Ministre. A les següents eleccions, el seu partit va tornar a guanyar-les, obtenint 41 d'un total de 72 diputats a l'Assemblea.
Durant la seva època com a Primer Ministre, el Cap Verd va establir relacions diplomàtiques amb la República Popular de la Xina i el 2002 va demanar un "tractat especial" amb la Unió Europea. Desenvolupà una important política exterior, amb visites de ministres de Portugal, Rússia i el Primer Ministre de Guinea-Bissau. En aquest context, va desenvolupar una Fira Internacional, amb presència d'empresaris nacionals, de Brasil, Portugal i Espanya. A més, al novembre del 2002, també va anar a una trobada de la Comunitat de Països de Llengua Portuguesa. Neves, a més a més, també viatjà a l'estranger, concretament a Europa i a diverses capitals del Brasil.
El 6 de febrer del 2011 ha estat elegit per tercera vegada com a Primer Ministre, cosa que reforça la influència del seu partit al Parlament Capverdià.
Respecte a la colonització i al tràfic d'esclaus, Neves va reconèixer que havien tingut greus conseqüències per Àfrica però que els líders africans eren els principals responsables dels problemes actuals del continent i que havien d'assumir la seva responsabilitat per a desenvolupar una estratègia clara pel futur d'Àfrica que se'n podia sortir per les seves capacitats humanes i els seus recursos naturals.
A les eleccions legislatives de Cap Verd de 2016 decidí no presentar-se i el seu partit, encapçalat per Janira Hopffer Almada, fou derrotat pel Moviment per la Democràcia i el càrrec de primer ministre passà a mans d'Ulisses Correia e Silva.
L'octubre de 2021, José Maria Neves, va guanyar les eleccions presidencials a la primera volta del 17 d'octubre, segons els primers resultats publicats en un lloc web oficial. va obtenir el 51,5% dels vots, la majoria absoluta necessària per ser elegit a la primera volta, segons aquests resultats relatius al 97% dels col·legis electorals.